# Württembergische Vereinsbank
Die Württembergische Vereinsbank war ein Bankhaus mit Sitz in Stuttgart, das 1924 in der Deutschen Bank aufging. Bis zum Ersten Weltkrieg entwickelte sie sich zur beherrschenden Bank im Königreich Württemberg.

## Geschichte
Bereits im Verlauf der Revolution von 1848 setzten sich Vertreter von Handel und Gewerbe in Württemberg im Landtag vergeblich für die Gründung einer Landesbank und Kreditanstalt ein. Im April 1865 reichten mehrere Privatbankiers und Industrielle aus Stuttgart und Heilbronn ein Konzessionsgesuch für eine Vereinsbank mit Sitz in Stuttgart als reine Aktienkreditbank ohne staatliche Beteiligung ein. Das Vorhaben wurde von den Handelskammern unterstützt, von der Regierung jedoch zunächst noch zurückhaltend beurteilt und durch den Deutschen Krieg sowie die Luxemburgkrise zusätzlich verzögert. Am 13. März 1867 erging die landesherrliche Genehmigung. Nach Einsammeln des nötigen Aktienkapitals veröffentlichte das Innenministerium am 30. Januar 1869 die Konzession.

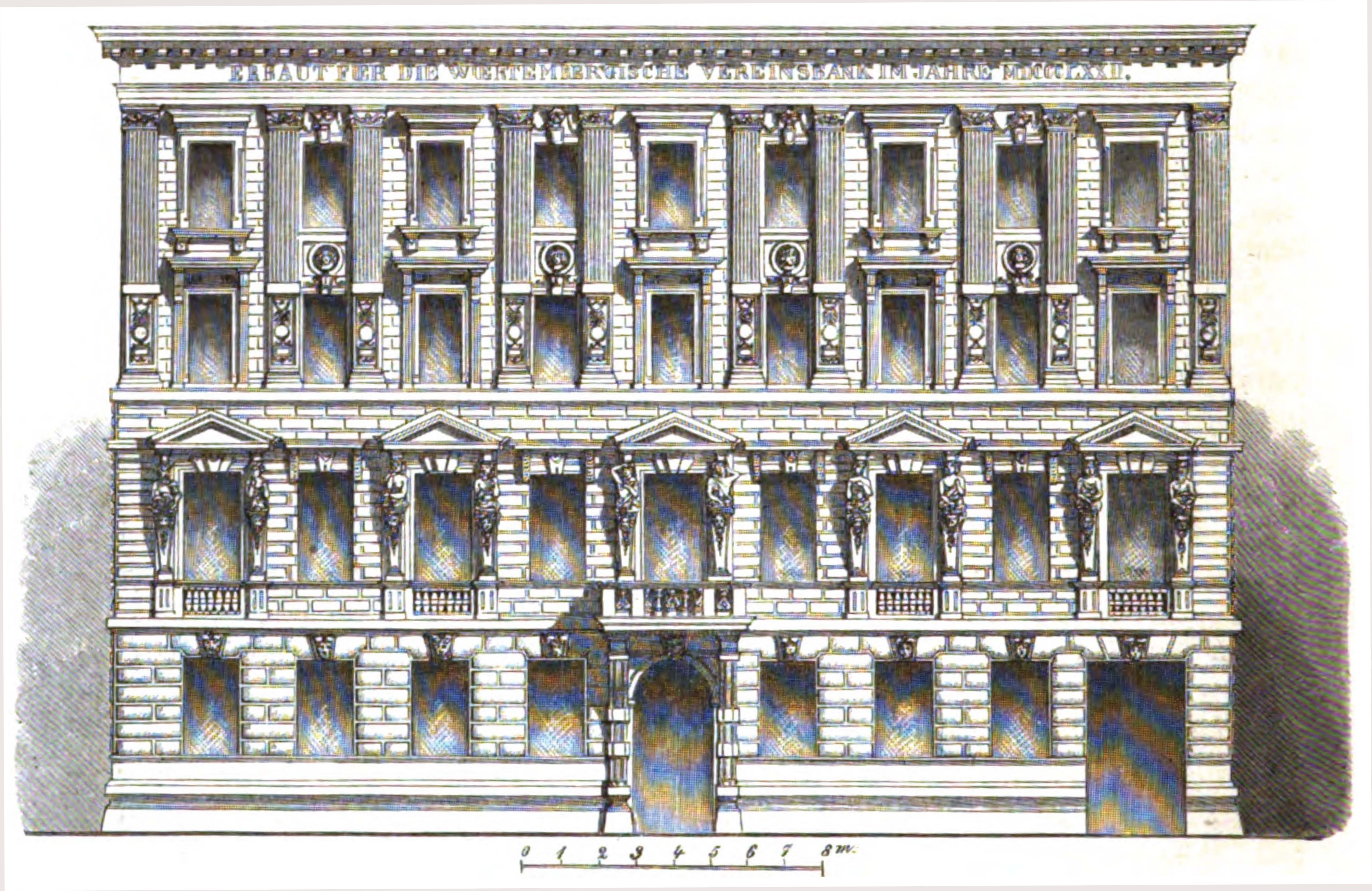
Gebäude der Württ. Vereinsbank in der Friedrichstraße 46–48 in Stuttgart

Zu den maßgeblichen Betreibern der Gründung gehörten der Rechtsanwalt Kilian von Steiner, der Stuttgarter Farbenfabrikant und spätere Reichstagsabgeordnete Gustav Müller, der Stuttgarter Tuchhändler Friedrich Chevalier, der Heidenheimer Textilfabrikant Karl Zöppritz sowie die Industriellen Friedrich Rauch, Eduard Laiblin und Wilhelm Lodel. Auf der ersten Generalversammlung am 8. Februar 1869 wurde Gustav Müller zum ersten Aufsichtsratsvorsitzenden gewählt. Erster Direktor wurde Emanuel Benzinger (bis 1901). Am 6. März 1869 nahm die Bank den Geschäftsbetrieb auf. Die Geschäftsräume befanden sich zunächst in provisorischen Räumen in der Friedrichstraße 1a. Im Juli des Jahres zog die Bank in die Königstraße um. 1873 erfolgte der Bezug des neuen Bankgebäudes im Stil der italienischen Renaissance in der Friedrichstraße 46–48. Noch 1869 war in Heilbronn, dem zweiten großen Wirtschaftszentrum des Landes, eine Filiale eröffnet worden.
Das Geschäft der Bank bestand vor allem in Industrie- und Gewerbefinanzierung. Noch im Gründungsjahr 1869 konnte sie die Kunden des liquidierten Stuttgarter Bankhauses Gebr. Benedict übernehmen. In den 1870er Jahren setzte ein starker Expansionskurs ein. Die Württembergische Vereinsbank beteiligte sich 1870 an zwei Aktienbankgründungen außerhalb von Württemberg: der Rheinischen Creditbank in Mannheim und der Deutschen Bank in Berlin. Ebenso war sie 1871 führend an der Gründung der Württembergischen Notenbank bzw. ihrem Vorläufer, dem Württembergischen Kassenverein, beteiligt. Ein Konsortium unter der Führung der Württembergischen Vereinsbank und der Rheinischen Creditbank gründete 1871 die Deutsche Vereinsbank in Frankfurt am Main. 1872 vollzog sie gemeinsam mit der Deutschen Vereinsbank die Umwandlung des alten Bankhauses L. A. Hahn in die Deutsche Effecten- und Wechselbank.

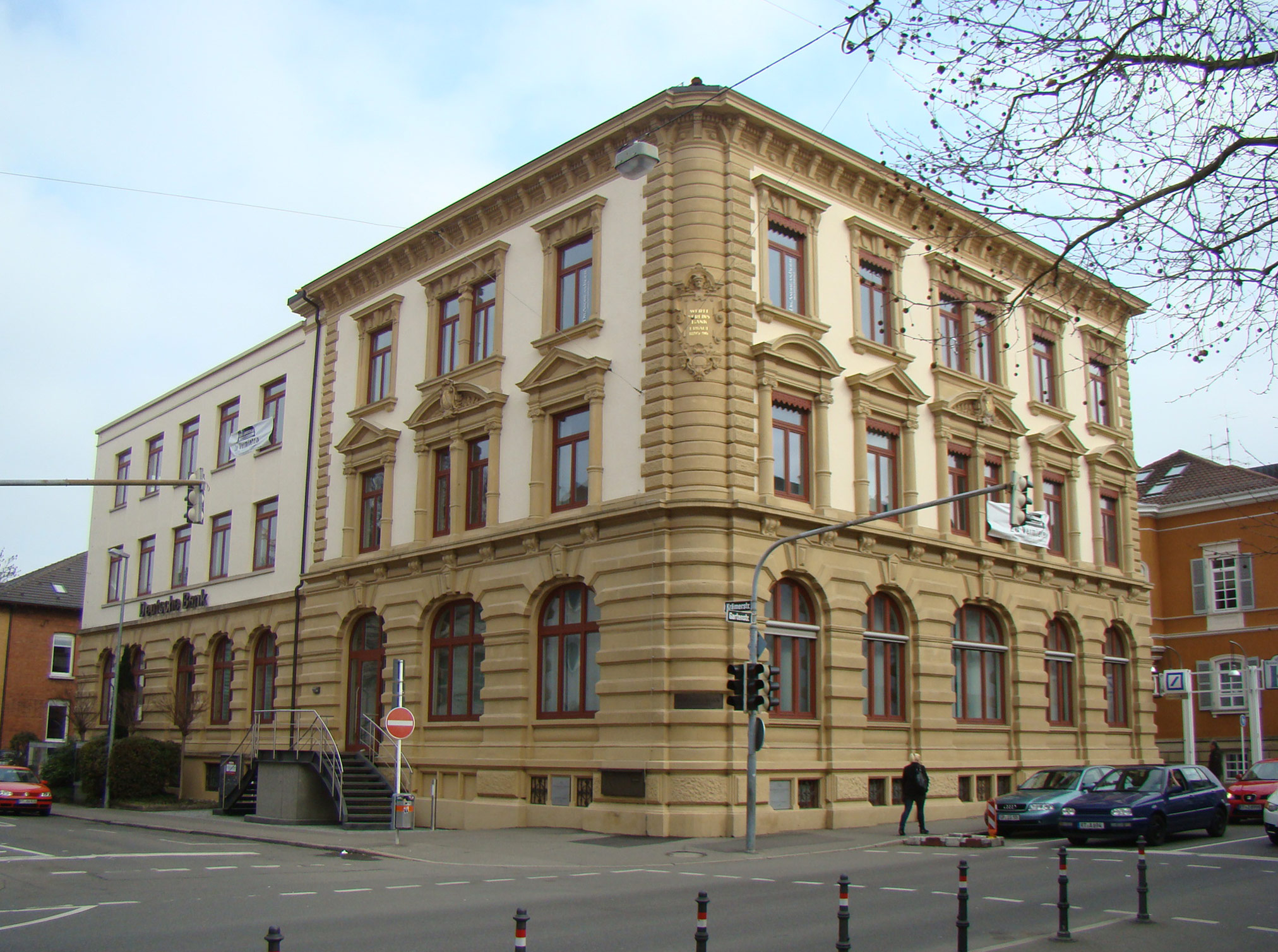
Filiale in Reutlingen, errichtet 1895/96

Neben der Filiale Heilbronn entstand 1872 eine zweite durch Übernahme des Bankhauses L. Müller & Co. in Reutlingen. Bis 1906 blieben Heilbronn und Reutlingen die einzigen Filialstandorte. Dafür kam es zu zahlreichen kommandantistischen Beteiligungen an bestehenden Häusern, unter anderem in Ulm, Pforzheim, Ellwangen, Heidenheim, Göppingen, Tübingen, Mergentheim, Esslingen und Tauberbischofsheim. Diese Strategie ändert sich ab 1909 mit der Umwandlung des Bankhauses Thalmessinger & Co. in Ulm in eine Filiale, der noch weitere folgten. 1914 verfügte die Württembergische Vereinsbank über elf Filialen und 17 Depositenkassen.
Das Aktienkapital befand sich anfangs weitgehend in den Händen der Gründer. Anteile hatten außerdem die mit Hilfe der Württembergischen Vereinsbank gegründete Deutsche Vereinsbank und die Deutsche Effecten- und Wechselbank. Bis 1879 wurden die Aktien nur an den Börsen in Stuttgart und Frankfurt gehandelt. 1879 wurden die Aktien auch an der Berliner Börse eingeführt. Das Aktienkapital wurde 1881 von 15 Millionen auf 18 Millionen Mark erhöht. Zugleich beteiligte sich die Württembergische Vereinsbank an der Umwandlung der Stuttgarter Privatbank Pflaum & Co. in die Württembergische Bankanstalt vorm. Pflaum & Co in der Rechtsform einer Aktiengesellschaft und übernahm den größten Teil der Anteile. Vier Vertreter der Württembergischen Vereinsbank zogen in den Aufsichtsrat der Württembergischen Bankanstalt ein. Im Gegenzug wurde Alexander von Pflaum, der bisherige Inhaber der Privatbank, in den Aufsichtsrat der Württembergischen Vereinsbank gewählt.
Seit 1906 steigerte die Deutsche Bank sukzessive ihren Aktienanteil an der Württembergischen Vereinsbank. Die Württembergische Vereinsbank baute ihrerseits ihre Stellung im Land aus und kontrollierte bei Ausbruch des Ersten Weltkrieges über ihre Beteiligungen und Filialen rund 75 Prozent aller Bankgeschäfte in Württemberg. Von 1914 bis 1922 übernahm sie neun weitere Privatbanken und wandelte sie in Filialen um.
1920 gab es erste Fusionsverhandlungen mit der Deutschen Bank, gegen die sich in der württembergischen Wirtschaft jedoch scharfer Widerstand regte. 1923 wurde das Kapital der Württembergischen Vereinsbank von 100 Millionen auf 200 Millionen Mark erhöht, und sie wurde zugleich mit der Württembergischen Bankanstalt verschmolzen. Nach der Erhöhung verfügte die Deutsche Bank als Hauptaktionär über einen Anteil von 59 Prozent. Die Generalversammlung vom 18. Dezember 1924 billigte schließlich die Fusion mit der Deutschen Bank rückwirkend zum 1. Januar 1924. Damit hörte die Württembergische Vereinsbank als selbständiges Kreditinstitut auf zu bestehen. Der Stammsitz in der Friedrichstraße in Stuttgart wurde seither als Filiale der Deutschen Bank geführt.